# Century (cricket)
Pour les articles homonymes, voir century.

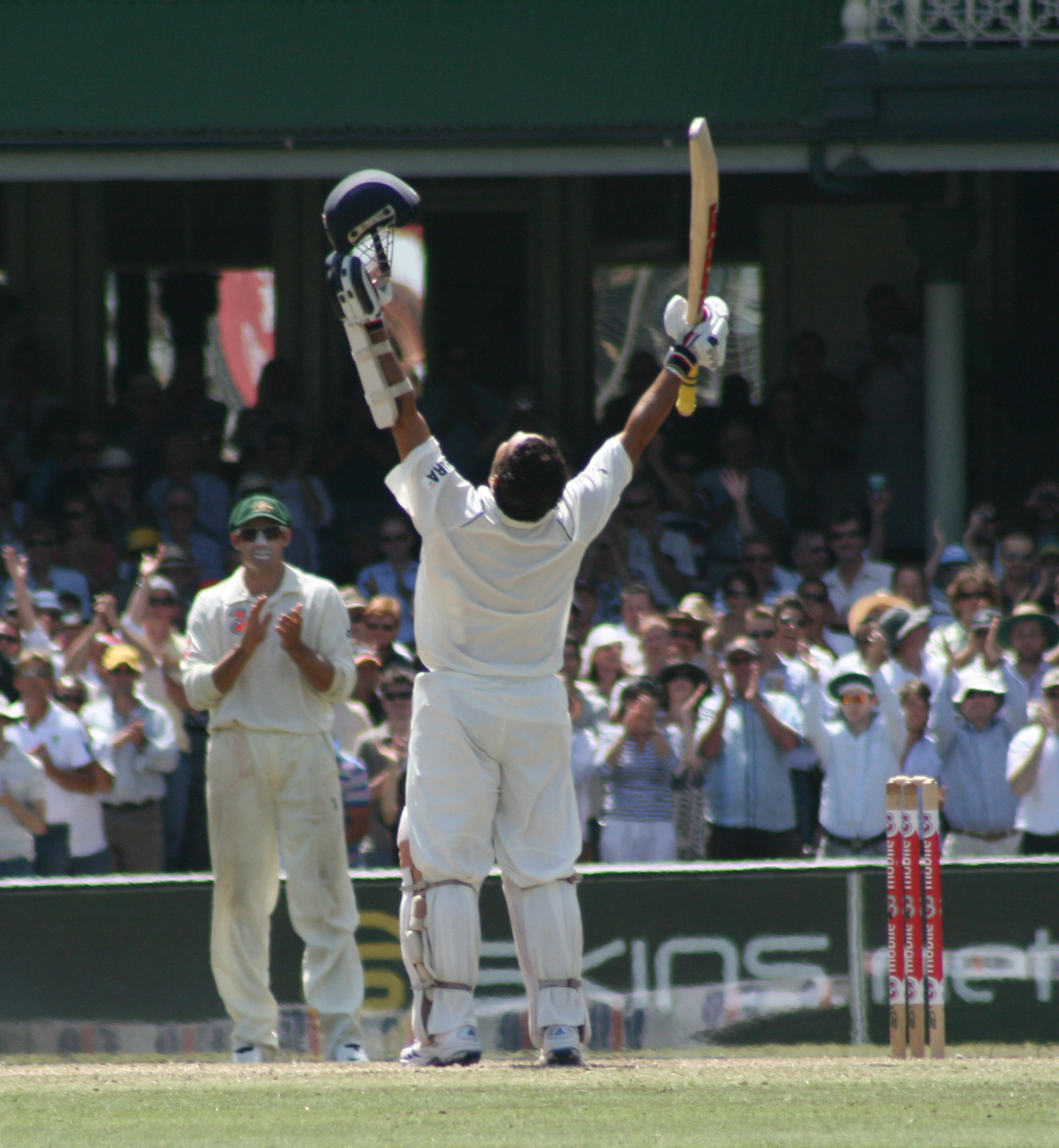
Batteur célébrant un century

Un century ou hundred est un score individuel supérieur à cent runs atteint par un batteur au cours d'une manche d'un match de cricket.

## Définitions
Un batteur réalise un century lorsqu'il marque cent runs dans une seule et même manche d'un match de cricket. C'est une performance individuelle significative pour un joueur. Le nombre de centuries qu'un joueur réalise au cours de sa carrière est généralement cité dans ses statistiques.
On parle de double-century pour un score individuel supérieur à deux cents runs, triple-century pour un score individuel supérieur à trois-cents runs, etc.

## Historique
Le premier century connu est dû à un joueur anglais, John Minchull, qui réussit un score de 107 runs en 1767 pour l'équipe du Duc de Dorset face à Wrotham. Dans un match considéré par les statisticiens comme « majeur », c'est John Small qui est l'auteur d'une performance similaire, avec 136 runs avec le Hampshire contre le Surrey en 1775. Une certaine S. Norcross est la première femme à réaliser un century le 11 juillet 1788.
Le premier century marqué dans un match international au format Test cricket est l'œuvre de l'Australien Charles Bannerman. Lors de la première manche du premier test-match de l'histoire, disputé au Melbourne Cricket Ground contre l'équipe d'Angleterre, il réalise un score de 165 runs,.
En first-class cricket, l'anglais W. G. Grace devient en 1895 le premier joueur à atteindre la barre des cent centuries en carrière. Le dernier joueur en date à avoir réalisé cette performance est son compatriote Mark Ramprakash, en 2008.

## Records
De W. G. Grace à Mark Ramprakash, seuls vingt-cinq joueurs, la plupart anglais, ont marqué plus de cent centuries en first-class cricket. Donald Bradman est celui à qui il a fallu le moins de matchs pour réaliser cette performance. Personne n'en a marqué plus que Jack Hobbs en first-class cricket : il en a réussi 197 ou 199 selon les statisticiens. Au niveau international, l'indien Sachin Tendulkar a marqué 42 centuries en Test cricket et 42 en One-day International, deux records du monde,.

### First-class cricket et Test cricket
Les statistiques en Test cricket (niveau international) sont prises en compte dans les performances en first-class cricket (forme générale qui inclut le Test cricket).
| Record                                     | Test                                                                               | First-class                                                 |
| ------------------------------------------ | ---------------------------------------------------------------------------------- | ----------------------------------------------------------- |
| Nombre de centuries                        | Sachin Tendulkar, Inde (40)                                                        | Jack Hobbs, Angleterre (197 ou 199)                         |
| Nombre de double-centuries                 | Donald Bradman, Australie (12)                                                     | Donald Bradman, Australie (37)                              |
| Nombre de triple-centuries                 | Donald Bradman, Australie Brian Lara, Indes occidentales Virender Sehwag, Inde (2) | Donald Bradman, Australie (6)                               |
| Nombre de quadruple-centuries              | Brian Lara, Indes occidentales (1)                                                 | Bill Ponsford, Australie Brian Lara, Indes occidentales (2) |
| Nombre de quintuples-centuries             |                                                                                    | Brian Lara, Indes occidentales (1)                          |
| Pourcentage de manches incluant un century | Donald Bradman, Australie (36,25 %)                                                |                                                             |

### Autres formats
En One-day International, Sachin Tendulkar a marqué 42 centuries. Il en a inscrit un total de 53 en List A cricket (forme générale qui inclut le One-day International), ce qui est un autre record du monde. En Twenty20 International, seul Chris Gayle a réussi un century à ce jour.